# Inocybe nematoloma
Inocybe nematoloma är en svampart som tillhör divisionen basidiesvampar, och som beskrevs av Marcel Josserand. Inocybe nematoloma ingår i släktet Inocybe, och familjen Crepidotaceae. Arten är reproducerande i Sverige.